# Cozzano
Cozzano (korziško Cuzzà) je naselje in občina v francoskem departmaju Corse-du-Sud regije - otoka Korzika. Leta 2006 je naselje imelo 261 prebivalcev.

## Geografija
Kraj leži v osrednjem delu otoka Korzike znotraj naravnega regijskega parka Korzike, 61 km vzhodno od središča Ajaccia.

## Uprava
Občina Cozzano skupaj s sosednjimi občinami Ciamannacce, Corrano, Guitera-les-Bains, Palneca, Sampolo, Tasso, Zévaco in Zicavo sestavlja kanton Zicavo s sedežem v istoimenskem kraju. Kanton je sestavni del okrožja Ajaccio.
1. ↑  »Populations légales 2016«. Nacionalni inštitut za statistične in gospodarske raziskave. Pridobljeno 25. aprila 2019.